# 大卫 (伊拉克略之子)
大卫（活跃期630年–641年）在641年末几个月里是三位罗马共治皇帝之一，帝号提比略。大卫是皇帝伊拉克略与他妻子兼外甥女皇后玛蒂娜所生儿子。大卫出生于皇帝和皇后访问耶路撒冷之后，他的名字体现皇室有意将自身与《圣经》中的大卫王相联系。那些描绘大卫王生平的大卫盘或许同样是为这位年轻皇子所制，或是为纪念他出生。638年，大卫获授予高级宫廷头衔恺撒，在举行的仪式上，他戴上他兄长伊拉克洛纳斯此前戴过的卡美拉琼帽。
641年2月皇帝伊拉克略死时，大卫年仅10岁，随后皇室不同支系间展开权力斗争。作为妥协的一部分，大卫获立为共治皇帝，与他兄长伊拉克洛纳斯及他们侄子君士坦斯二世共同统治。提比略担任共治皇帝期间，拜占庭帝国面临着严峻挑战，穆斯林仍在继续征服埃及，围绕基督一志论及其他基督论教义的宗教纷争也不断。三位皇帝当时都是孩子，皇太后玛蒂娜担任摄政。玛蒂娜因与伊拉克略近亲结婚、她不习惯循守旧例以及怀揣勃勃野心而极不受欢迎。玛蒂娜政权在一场可能发生在642年1月的叛乱中被推翻。玛蒂娜和她的几个儿子被流放到罗德岛，玛蒂娜被割掉舌头，她的几个儿子被割去鼻子，是为拜占庭帝国政治致残早期案例。再没有关于提比略后续的历史记载，一些历史学家推测他和他家人在平静中度过余生。

## 伊拉克略统治时期
大卫是罗马皇帝伊拉克略与他妻子兼外甥女皇后玛蒂娜所生之子。根据忏悔者塞奥法尼斯的《编年史》记载，大卫出生于630年11月7日，与他侄子君士坦斯二世同一天生日。630年初，大卫的父亲在耶路撒冷使大卫的母亲怀上他。大卫的兄弟姐妹都以传统王朝名字取名，而大卫这个名字似乎出于将皇室与《圣经》中的大卫王相联系的愿望，特意因其象征意义而选取。研究拜占庭帝国的艺术史学家塞西莉·轩尼诗指出，大卫出生之前，伊拉克略和玛蒂娜的几个孩子要么先天畸形，要么夭折。所以大卫降生可能是件值得纪念的事。伊拉克略让人制作一套名为大卫盘的银盘，很可能在629年或630年制作。轩尼诗认为，由于大卫盘呈现的是《圣经》中少年大卫的形象，它们可能是“为年幼皇子大卫制作的”。伊拉克略与法比亚·欧多基娅育有两个孩子（欧多西娅·埃皮法尼娅和皇帝伊拉克略·君士坦丁），与玛蒂娜至少育有九个孩子，其中大多数身体虚弱，有四个在婴儿时期就已夭折。伊拉克略与玛蒂娜所生孩子的数量和顺序并不确定，一些资料称有九个孩子，另一些资料则称有十个孩子。
638年7月4日（约翰·哈尔顿给出的日期是638年7月7日），大卫在伊拉克略统治下受封为恺撒，此前他的头衔是专制君主（通常是在位皇帝儿子享有的一种尊称），而他兄长伊拉克洛纳斯则从恺撒晋升为共治皇帝。仪式在达佛涅宫的圣司提反小教堂举行。《礼仪书》中保存有对该仪式的描述，书中记载伊拉克洛纳斯头上的“卡美拉琼帽”（恺撒帽）被取下，代之以皇冠。随后，同一顶“卡美拉琼帽”被戴在大卫头上，研究拜占庭帝国的学者沃尔特·凯吉翻译的仪式后续流程如下：
卡美拉琼帽（kamelaukion）戴在他头上，他晋升为恺撒之时，人们为专制君主（despotes）大卫祈祷。仪式完成后，按照惯例，最尊贵的贵族被召集起来，他们进入奥古斯都广场，迎接伟大皇帝和他儿子们，此时恺撒在场。所有前执政官及那些地位等同于杰出者（illustres）的人离开，站在前院的台阶上。军械库大门打开，所有的军旗（signa）、御林军团（scholae）以及德莫（公社）进入。普世牧首与他们（皇帝和他儿子们）一同离开。在众人欢呼声中，皇帝和他儿子们动身前往大教堂。
凯吉指出，这场庄重庆典掩盖着皇室各支系间的紧张关系，同时也为“在这个本就令人哀伤的时代于君士坦丁堡举行盛大仪式”提供契机。研究拜占庭帝国的学者安德烈亚斯·斯特拉托斯强调，这些举措旨在确保伊拉克略家族的正常传承。自君士坦丁大帝时代以来，从未出现过像伊拉克略统治下有这般众多皇子拥有头衔的情况。
在后来一场聚焦于伊拉克略的女儿与儿子的仪式上，大卫与其他皇室成员一同被点名赞颂，“大卫·恺撒，愿你得胜”（David Caesar, tu vincas），希腊文本中的拉丁短语“tu vincas”（愿你得胜）呼应着罗马传统及往昔岁月。凯吉评论道：“伊拉克略及其家族刻意以符合公众期望的方式向臣民展示自己，即便疾病和衰老正在对伊拉克略本人造成损害。”

## 皇位继承纷争
伊拉克略于641年2月11日去世。伊拉克略在遗嘱中声明伊拉克略·君士坦丁和伊拉克洛纳斯将共同统治帝国，二人都要将玛蒂娜视为“母亲与皇后”。拜占庭民众强烈反对玛蒂娜，原因在于她与伊拉克略是近亲通婚关系、她习惯违背旧例（比如她常随军出行）以及她野心勃勃；拜占庭帝国民众和精英认为，她一直在向伊拉克略施压，企图让自己儿子继承皇位，而非让君士坦丁继承皇位。
历史学家琳达·加兰将玛蒂娜描述为“或许是有史以来最遭人厌恶的皇后”。拜占庭元老院接受伊拉克略·君士坦丁和伊拉克洛纳斯为共治皇帝，但拒绝让玛蒂娜在政府中扮演任何角色。皇帝伊拉克略·君士坦丁长期患病，他采取一些措施以确保自己后代能继承皇位，而非让玛蒂娜的后代继承皇位。伊拉克略·君士坦丁给将军瓦伦提乌斯送去一大笔钱，请求他反抗玛蒂娜及其孩子，确保自己儿子们的皇位继承权。伊拉克略·君士坦丁在位时间很短，于641年4月或5月去世。伊拉克略·君士坦丁的死因很可能是结核病，但后来君士坦斯二世正式传播玛蒂娜毒死他的指控。此时，年仅11岁的伊拉克洛纳斯成为唯一皇帝，他母亲担任摄政，实际上大权在握。
玛蒂娜采取一些措施来缓和军队对她的敌意，但她的政权依旧极不受欢迎。641年秋，瓦伦提乌斯率军前往迦克墩，以反抗玛蒂娜和伊拉克洛纳斯。君士坦丁堡民众发生暴乱，人们要求君士坦斯二世加冕为皇帝。伊拉克洛纳斯同意这一要求，为他侄子举行加冕仪式。君士坦斯二世加冕并没有平息君士坦丁堡的骚乱，紧接着普世牧首皮尔胡斯辞去职务。据尼基乌的约翰记载，大卫和他弟弟马蒂努斯参与过流放皮尔胡斯到阿非利加总督区的行动。然而，当时这两位皇子年纪尚小，不太可能在流放一事中发挥积极作用，而且尼基乌的约翰的记载自相矛盾，从中无法得出可靠结论。
玛蒂娜处境艰难，于是与瓦伦提乌斯展开谈判，当时瓦伦提乌斯的军队仍驻扎在迦克墩。玛蒂娜向军队提供犒赏（为确保军队忠诚而给予的金钱馈赠），授予瓦伦提乌斯宫廷侍卫长头衔。作为妥协的一部分，大卫获立为共治皇帝，帝号为提比略，与他兄长伊拉克洛纳斯及他们侄子君士坦斯二世共同统治。三位皇帝当时都是孩子，皇太后玛蒂娜担任摄政。

## 共治皇帝提比略
大卫的加冕典礼于641年9月下旬或10月上旬举行，这位新皇帝当时只是个10岁男孩。大卫在加冕时采用提比略这个名字。在7世纪和8世纪的罗马皇帝及篡位者中，采用传统帝号是很常见的做法，其他例子包括阿普西马尔/提比略三世（698年）、瓦登斯/菲利彼库斯（711年）、阿特米乌斯/阿纳斯塔修斯二世（713年）、瓦西里/提比略（718年）以及佩塔西奥斯/提比略（728年）。
提比略统治之前这一时期最重要的原始史料来源是尼基弗鲁斯的记载，但该记载在提比略加冕时就中断了，使得他短暂的统治只能通过稀少且相互矛盾的史料来佐证。一个存疑史料是《旧教会会议录》，其中提到提比略收到一封教宗信件：
此外，受三重祝福的罗马教宗若望——因为他已接替基督一志论者和诺理——召集一场神圣的教会会议，谴责塞尔吉乌斯、希鲁斯和皮尔胡斯，宣称在我们主和上帝耶稣基督身上存在两种本性和两种能力，之后他向伊拉克略之子大卫和伊拉克略送去一份正统教义的教令。

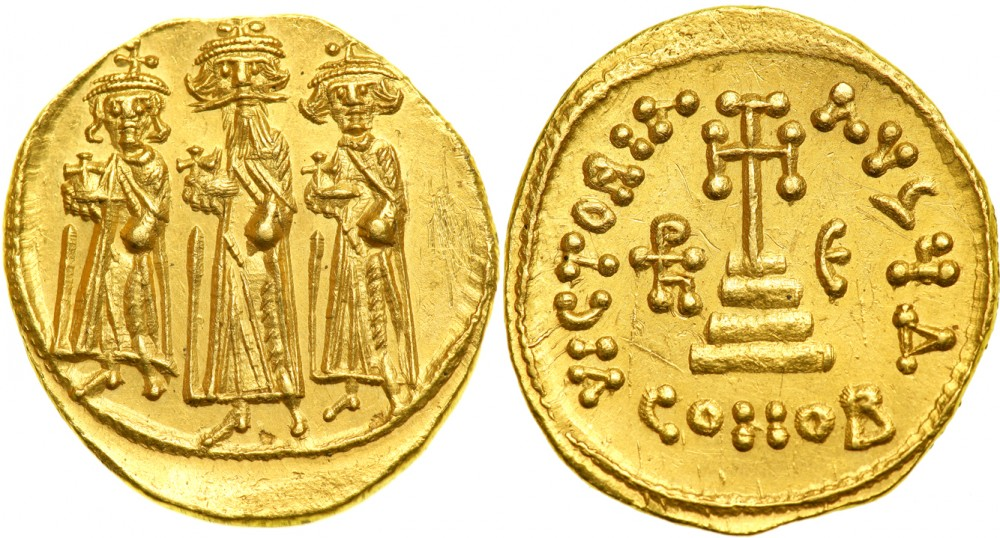
哈恩认为是在伊拉克洛纳斯、提比略和伊拉克略·君士坦丁统治时期铸造的“艾普西隆”币

1979年版《旧教会会议录》的编辑约翰·M·达菲和约翰·帕克指出，这部分记载比较混乱，这封信更有可能是寄给伊拉克略·君士坦丁和伊拉克洛纳斯的。当时基督论方面的争议十分激烈，而玛蒂娜热衷于支持基督一志论。
19世纪钱币学家曾提出，提比略的形象出现在某些铜币上，但后来证明这些判断错误。提比略统治期间想必也铸造过一些硬币；研究拜占庭帝国的钱币学家沃尔夫冈·R·O·哈恩指出，铸币厂有时会采用固定图案，即便所描绘的皇帝已经死亡或失去权力，仍会继续使用旧的图案样式。由于641年有多位皇帝在位，铸币厂可能会重复使用原本用来描绘伊拉克略、伊拉克略·君士坦丁和伊拉克洛纳斯这三位共治皇帝的图案。哈恩指出，有一枚背面带有艾普西隆符号以及伊拉克略花押字的硬币，一种可能性是，艾普西隆代表“ἕτερος”（意为“第二个”），指的是“伊拉克略二世”，也就是伊拉克洛纳斯，伊拉克洛纳斯的名字是其本名伊拉克略的指小词形式，而且这枚三位皇帝图案的硬币是用来代表伊拉克洛纳斯及其共治皇帝君士坦斯二世和提比略的。或者，同样能得出这一结果的是，艾普西隆（希腊字母表中的第五个字母）可能表示五年周期中的第五年，在这里对应的是从641年9月1日开始的第15小纪。
一些641年的埃及纸莎草文献残片中包含有纪年条款，学者认为这些纪年条款指的是大卫，还给出自他晋升为恺撒以来所历经的年数。当时穆斯林仍在继续征服埃及，最终埃及通过协商向正统哈里发国投降。玛蒂娜和她儿子们对穆斯林采取相对温和的立场，很可能是担心战事的任何加剧都会进一步危及政权。

650年拜占庭帝国（橙色，拥有安纳托利亚、北非以及意大利大部分地区）地图，展示了在埃及及其他领土因穆斯林征服而丧失后，正统哈里发国（绿色，拥有埃及、黎凡特以及中东大部分地区）的情况

## 垮台
虽然已知玛蒂娜和她儿子们的统治很短暂，但原始史料对他们垮台的时间和具体情况的记载却混乱且相互矛盾。据塞贝奥斯记载，瓦伦提乌斯进军君士坦丁堡欲扶持君士坦斯二世登上皇位时，玛蒂娜和她儿子们被瓦伦提乌斯废黜。塞奥法尼斯称玛蒂娜和她儿子们是被元老院赶下台的，而且有一些证据表明，元老院在贵族蓝党煽动的暴乱之后采取行动。在拜占庭帝国城墙发现的一则7世纪铭文提及蓝党在这场叛乱中所起的作用，上面写着“我们受上帝庇佑的统治者君士坦斯以及蓝党的运势得胜了”。尼基乌的约翰记载垮台一事最为详细，但他的说法被认为不太可能且不可靠。约翰称，玛蒂娜和她儿子们与保加尔统治者库布拉特以及一位名叫大卫的军事领袖结成联盟，意图不让伊拉克略·君士坦丁的后代继承皇位。此后，一位名叫塞奥多利的军事领袖发动叛乱，先是击败玛蒂娜的盟友大卫，然后进军君士坦丁堡，推翻玛蒂娜政权。
所有史料都记载，玛蒂娜和她儿子们战败时，拜占庭帝国采取弄残战败敌人以防止他们重夺皇位的做法，这可能是首次出现此类情况，不过对于这些残害行为的确切性质，各史料记载并不一致。塞奥法尼斯称玛蒂娜的舌头被割掉，伊拉克洛纳斯的鼻子被割去。尼基乌的约翰记载道，塞奥多利“将玛蒂娜和她的三个儿子伊拉克略、大卫和马丁努斯蛮横无礼的押送出去，摘掉他们的皇冠，割掉他们的鼻子，然后将他们流放到罗德岛”。乔治·奥斯特洛格尔斯基和约翰·哈尔顿认为玛蒂娜的儿子们被废黜的时间是641年9月底；沃伦·崔德戈德认为大约是在641年11月5日，而斯特拉托斯依据塞奥法尼斯关于伊拉克略死于3月的记载，认为是在642年1月。再没有关于提比略的后续历史记载。斯特拉托斯推测，玛蒂娜和她家人只是在罗德岛平静度过余生。

### 一手史料
- 君士坦丁七世《礼仪书》
- 尼基乌的约翰《编年史》
- 尼基弗鲁斯《简史》
- 塞贝奥斯《塞贝奥斯编年史》
- 《旧教会会议录》
- 宣信者塞奥法尼斯《编年史》

### 引用
1. ↑  Mango & Scott 1997，第465頁.
2. ↑  Stratos 1968，第264頁.
3. ↑  Alexander 1977，第233–234頁.
4. ↑  Zahnd 2008，第80–83頁.
5. ↑  Drijvers 2002，第185頁.
6. ↑  Hennessy 2001，第131頁.
7. ↑  Bellinger & Grierson 1992，第385頁.
8. ↑  Moore 1997.
9. ↑  Alexander 1977，第230頁.
10. ↑  Spatharakis 1976，第19頁.
11. ↑  Haldon 1990，第51頁.
12. 1 2 3  Kaegi 2003，第265–266頁.
13. ↑  Stratos 1972，第140頁.
14. 1 2  Reiskius 1829，第627–628頁.
15. ↑  Kaegi 2003，第266頁.
16. ↑  Stratos 1972，第141頁.
17. ↑  Humphreys 2019，第33頁.
18. 1 2  Kaegi 2003，第268頁.
19. ↑  Garland 2002，第64–65頁.
20. ↑  Garland 2002，第63頁.
21. 1 2  Garland 2000.
22. ↑  Treadgold 1997，第306–307頁.
23. 1 2  PmbZ，Heraklonas (#2565/corr.).
24. ↑  Garland 2002，第65頁.
25. 1 2  Garland 2002，第66頁.
26. 1 2  Treadgold 1997，第308–309頁.
27. 1 2 3 4  Bellinger & Grierson 1992，第390頁.
28. 1 2 3  Garland 2002，第67頁.
29. ↑  Garland 2002，第67–68頁.
30. 1 2 3  Treadgold 1997，第309頁.
31. ↑  Stratos 1972，第88 & 179頁.
32. 1 2 3 4 5  Garland 2002，第68頁.
33. 1 2 3 4  PmbZ，David (#1241 /corr.).
34. ↑  Stratos 1975，第189–190頁.
35. 1 2  Stratos 1972，第199頁.
36. ↑  Hahn 1981，第179頁.
37. 1 2  Stratos 1972，第200頁.
38. 1 2 3  Duffy & Parker 1979，第114頁.
39. ↑  Sabatier 1862，第290頁.
40. ↑  Wroth 1908，第243頁.
41. ↑  Hahn 1981，第87–88頁.
42. ↑  Zuckerman 2010.
43. ↑  Gonis 2008.
44. ↑  Kaegi 1998，第61頁.
45. ↑  Kaegi 1998，第47頁.
46. ↑  Haldon 2016，第32頁.
47. ↑  Stratos 1972，第201頁.
48. ↑  Stratos 1972，第200–203頁.
49. ↑  Garland 2002，第69–70頁.
50. ↑  Stratos 1972，第203頁.
51. ↑  Stratos 1972，第200–201頁.
52. 1 2  Charles 1916，第197頁.
53. 1 2  Garland 2002，第70頁.
54. ↑  Moore 1996.
55. ↑  Haldon 1990，第52頁.
56. ↑  Ostrogorsky 1963，第95頁.
57. ↑  Treadgold 1990，第431–433頁.
58. ↑  Stratos 1972，第201–203頁.
59. ↑  Stratos 1972，第205頁.

### 书目
- Alexander, Suzanne Spain, , Speculum (Chicago), 1977, 52 (2): 217–237, JSTOR 2850511, S2CID 161886591, doi:10.2307/2850511
- Bellinger, Alfred Raymond; Grierson, Philip, , Washington, D.C.: Dumbarton Oaks, 1992, ISBN 978-0-88402-024-0
- Charles, R. H., , London: Williams & Norgate, 1916
- Drijvers, Jan Willem, , Reinink, Gerrit J.; Stolte, Bernard H.  (编), , Leuven: Peeters: 175–190, 2002, ISBN 90-429-1228-6
- Duffy, John M.; Parker, John, , Washington, D.C.: Dumbarton Oaks, 1979, ISBN 978-0-88402-088-2
- Garland, Lynda, , De Imperatoribus Romanis (Newport), 2000  [13 August 2019], （原始内容存档于12 August 2019）
- Garland, Lynda, , London; New York: Routledge, 2002, ISBN 978-1-134-75639-1
- Gonis, Nikolaos, , Zeitschrift für Papyrologie und Epigraphik (Cologne), 2008, 166: 199–202, JSTOR 20476531
- Hahn, Wolfgang, , Vienna, Austria: Verlag der Österreichischen Akademie der Wissenschaften, 1981, ISBN 978-3-7001-0005-8 （German）
- Haldon, John, , Cambridge: Cambridge University Press, 1990, ISBN 978-0-521-31917-1
- Haldon, John, , Cambridge: Harvard University Press, 2016, ISBN 978-0-674-08877-1
- Hennessy, Cecily, , London: Courtauld Institute of Art, University of London, 2001, ISBN 978-0-7546-5631-9
- Humphreys, Mike, , Tougher, Shaun  (编), , London; New York: Taylor & Francis: 28–51, 2019, ISBN 978-1-138-21868-0
- Kaegi, Walter E., ,  1, Cambridge: Cambridge University Press: 34–61, 1998, ISBN 0-521-47137-0
- Kaegi, Walter E., , Cambridge: Cambridge University Press, 2003, ISBN 978-0-521-81459-1
- Lilie, Ralph-Johannes; Ludwig, Claudia; Pratsch, Thomas; Zielke, Beate. . Berlin and Boston: De Gruyter. 2013 （德语）.
- Mango, Cyril; Scott, Roger, , Oxford: Clarendon Press, 1997
- Moore, R. Scott, , De Imperatoribus Romanis (Newport), 1997  [16 February 2018], （原始内容存档于16 February 2018）
- Moore, R. Scott, , De Imperatoribus Romanis (Newport), 1996  [25 July 2019], （原始内容存档于25 July 2019）
- Ostrogorsky, Georg, , Munich: C. H. Beck'sche Verlagsbuchhandlung, 1963 （German）
- Reiskius, Io. Iac., Niebuhr, Barthold Georg , 编, , Bonn: Bonnae Impensis Ed. Weberi, 1829 （Latin）
- Sabatier, J.,  I, Paris: Rollin et Feuardent, 1862 （French）
- Spatharakis, Iohannis, , Leiden: Brill Archive, 1976, ISBN 90-04-04783-2
- Stratos, Andreas N., , Amsterdam: Hakkert, 1968
- Stratos, Andreas N., , Amsterdam: Hakkert, 1972
- Stratos, Andreas N., , Byzantina (Thessaloniki), 1975, 7: 177–191 （Greek）
- Treadgold, Warren, , Byzantinische Zeitschrift (Berlin; Boston), 1990, 83 (2)  [2024-12-11], S2CID 194092611, doi:10.1515/byzs.1990.83.2.431, （原始内容存档于2025-02-21）
- Treadgold, Warren, , Stanford: Stanford University Press, 1997, ISBN 0-8047-2630-2
- Wroth, Warwick,  I, London: The British Museum, 1908
- Zahnd, Ueli, , Frühmittelalterliche Studien (Münster), 2008, 42: 71–87, S2CID 171155194, doi:10.1515/9783110196764.71 （German）
- Zuckerman, Constantin, , Morrisson, Cecile  (编), , Paris: Association des Amis du Centre D'Histoire et Civilisation de Byzance: 865–890, 2010, ISBN 978-2-916716-28-2